# Ignacy Arciszewski
Ignacy Arciszewski – szlachcic.
Był uczestnikiem wyprawy Józefa Zaliwskiego w 1833 roku. Aresztowany w związku z obecnością w oddziale Artura Zawiszy. Zesłany do gminy makłakowskiej w okręgu jenisejskim. Przebywał tam do 1842 roku.